# 슬픔은 나에게만
"슬픔은 나에게만"은 1962년 공개된 대한민국의 영화이다.

## 배역
- 이민
- 조미령
- 이예춘
- 고선애
- 주증녀
- 엄앵란
- 김승호
- 최남현
- 황정순
- 박노식
- 박금희
- 한유정